# Роуз Тайлер
Роуз Меріон Тайлер (англ. Rose Marion Tyler; нар. 27 квітня 1987, Лондон) — персонаж оновленого британського науково-фантастичного серіалу «Доктор Хто», зіграна британською співачкою та акторкою Біллі Пайпер.
Вперше з'явилася у серії «Роуз». Зігравши супутницю Доктора у перших двох сезонах, Біллі Пайпер покинула серіал, але повернулася в четвертому сезоні для завершення історії своєї героїні.
Загалом з'являється у 33 епізодах і одній міні-серії телесеріалу «Доктор Хто».

## Історія створення
24 березня 2004 року в прес-релізі BBC було оприлюднено ім'я першої супутниці Дев'ятого Доктора — Роуз Тайлер.
Кастинг проходив 24 травня 2004 року. На роль пробувалася акторка Джорджія Моффет, дочка актора Пітера Девісона, що грав п'яте втілення Доктора. Але взяли акторку та поп-співачку Біллі Пайпер, хоча згодом Джорджія з'явилася в четвертому сезоні (2008) в серії «Дочка Доктора».
Рассел Т. Девіс часто дає своїм персонажам однакові прізвища, і це також торкнулося Роуз Тайлер. Наприклад, у романі «Зіпсований товар» фігурує сім'я Тайлера, у фільмі «Одкровення» є персонаж на ім'я Рут Тайлер, в серіалі «Близькі друзі» — Вінс Тайлер, а також у серіалі «Друге пришестя» — Джонні Тайлер.

## Історія персонажки
27 квітня 1987 у Піта та Джекі Тайлер народилася дочка — Роуз. Вона дуже не полюбляла школу, але входила до складу гімнастичної команди і виборола на змаганнях бронзову медаль. Нелюбов до школи відбилася на її подальшому житті — Роуз не отримала вищу освіту, влаштувалася на роботу в універмаг одягу і лишилася жити з матір'ю у спальному кварталі Лондона.

### Перша зустріч з Доктором
Перша зустріч Доктора та Роуз Тайлер відбувається вельми незвичайно. Вона є першою для Роуз і останньою для Десятого Доктора. Наприкінці свого життя Десятий Доктор вирішує відвідати всіх своїх супутників і, щоб побачитися з Роуз, він прилітає на Новий 2005 Рік, коли Роуз ще не зустріла його дев'яте втілення. Заховавшись у темряві, щоб Роуз згодом його не впізнала, Доктор говорить їй, що на неї чекає чудовий рік, на що Роуз посміхається і відповідає «Побачимось!».

### Знайомство з Доктором
Наступна зустріч Доктора та Роуз трапляється вже в березні. Роуз після закриття магазину опиняється одна в підвалі, оточена манекенами, що ожили. Її рятує дивний чоловік, який називає себе Доктором. Він допоміг їй вибратися з будівлі, пояснив, що ожили не тільки манекени, а й увесь пластик. Після цього вони ще раз випадково зустрілись, і Роуз допомогла Докторові вигнати Свідомість Нестін, яка керувала пластиком. Також вона дізналася, що у Доктора є транспорт — ТАРДІС, машина для подорожей у просторі й часі. Дівчина сподобалась Докторові, і він запропонував подорожувати з ним. Спершу Роуз відмовилася, відговорюючись тим, що потрібна матері та бойфренду Міккі, але, дізнавшись, що ТАРДІС має змогу переміщуватися й у часі, не змогла встояти і погодилась.

### Дев'ятий Доктор
В початкових серіях першого сезону Роуз лише освоюється в цілком новому для себе світі. Так, у другій серії Доктор показує їй загибель Землі, що шокує супутницю. Але вона швидко звикає до інопланетних рас, стрибків у часі і неминучої небезпеки у кожній подорожі. Поступово Роуз все більше зближується з Доктором, дізнаючись про нього дивовижні речі. Протягом сезону, куди б не потрапили герої, їм зустрічаються загадкові слова «Злий вовк» (англ. Bad Wolf). У різній формі, різними мовами вони непохитно повторюються. В останній серії, нарешті, це прояснюється. В далекому майбутньому їм загрожує загибель, і Доктор відправляє Роуз до її часу разом з ТАРДІС. Роуз розуміє, що її життя без Доктора було цілком безглузде, про що розповідає матері. щоб повернутися і спробувати врятувати Доктора, вона зазирає а серце ТАРДІС, дозволяючи виру часу (англ. time vortex) увійти до своєї свідомості. Наділена надсилами, вона прибуває в майбутнє в мить кульмінації, знищуючи всіх ворогів і воскресивши капітана Джека Гаркнесса. Роуз розкриває, що вона і є «Злим вовком» і що саме вона залишала знаки на їхньому з Доктором шляху. Але вир часу небезпечний для людини, і Доктор «вилучає» його з Роуз за допомогою поцілунку. Роуз втрачає свідомість, а Дев'ятий Доктор, поглинувши всю енергію, регенерує в Десятого.

### Десятий Доктор
Після регенерації стосунки Доктора та Роуз переходять на новий рівень. Роуз явно ревнує Доктора до інших жінок. З Десятим вона побувала на Новій Землі, в Шотландії вікторіанської епохи, зустріла мадам де Помпадур, а також колишню супутницю Доктора — Сару Джейн Сміт. Коли Доктор, Роуз та Міккі випадково потрапили до паралельного світу, то виявилося, що там батько Роуз все ще живий. Разом з ним вони зупинили кіберлюдей. Пізніше вони потрапляють до 50-х років XX століття, на планету, що обертається навколо чорної діри, та до 2012 року на літні Олімпійські ігри в Лондоні.

### Торчвуд
Роуз і Доктор повертаються до 2007 року, де на них чекають не найприємніші події. Землею бродять привиди, а Доктора бере в полон організація Торчвуд. Пізніше з'ясовується, що Торчвуд, сам того не бажаючи, пустив на Землю з паралельного світу кіберлюдей під виглядом привидів і чотирьох далеків — культ Скаро. Далеки випускають з мініатюрної тюрми ще мільйони далеків, узятих в полон володарями часу. Доктор знаходить вихід, як покінчити з кіберлюдьми та далеками назавжди. Він пояснює, що всі живі істоти, які перетнули Порожнечу між світами, «заражені» і, якщо він відкриє щілину між світами, то кіберлюдей і далеків затягне до Порожнечі, після чого щілина назавжди закриється. Роуз теж «заражена», тому їй доведеться сховатись у паралельному світі. Роуз, що встигла покохати Доктора, відмовляється і замість родини обирає Доктора. Разом вони відкривають щілину і тримаються за пару магнітних фіксаторів, поки кіберлюдей і далеків засмоктує всередину. Раптом важіль Роуз, що утримує щілину відкритою, зісковзує. Вона повертає його у вихідне положення, але втрачає опору. Перед тим, як Роуз засмокче до Порожнечі, з'являється її батько, ловить її і переміщує до свого світу. Через мить щілина закривається, назавжди замикаючи Роуз у паралельному світі.
Через деякий час Роуз сниться сон, у якому її кличе Доктор. Сім'я Тайлерів прямує за голосом до затоки Злого Вовка (норв. Dårlig Ulv Stranden), віддаленої бухти в Норвегії. Там вони бачать голографічний образ Доктора, котрий вирішив попрощатися з Роуз через одну з останніх щілин між світами. Роуз зізнається Докторові в коханні, але коли він хоче їй відповісти, щілина закривається.

### Повернення
В четвертому сезоні щілина між паралельними світами знову відчиняється, і Роуз може повернутися до свого світу. Вона потрапляє до паралельного світу, створеного наступною спутницею Доктора Донною, у вигляді привида і дає їй поради, як вчиняти. Вона допомагає Докторові втретє перемогти далеків і врятувати Всесвіт. Через події серії «Кінець подорожі» Доктор залишає Роуз у паралельному світі свого напівлюдського двійника, що виріс з його відрізаної руки.

### Сім'я та особисте життя
Батьки Роуз — Жаклін Андреа (Джекі) і Пітер Алан (Піт) Тайлер. Пітер народився 15 вересня 1954, помер 7 листопада 1987 року. Як з'ясовується в серії «День батька», його збила машина, коли він ішов на весілля друзів. У серії «Судний день (Доктор Хто)» Джекі зустріла Піта з паралельного світу, і вони вирішили почати все спочатку. Пізніше в них народиться син Тоні.
Роуз має дідуся по материнській лінії — Брендіса. Він помер 1997 року від серцевого нападу.
У першому сезоні Роуз зустрічалася з другом дитинства Міккі Смітом, стосунки з яким вичерпують себе. Зустрівши Доктора, вона віддаляється, і вони залишаються друзями. У серії «Порожнє дитя» з Роуз фліртував капітан Джек Гаркнесс, але відносини склалися чисто дружні. Після регенерації Дев'ятого Доктора в Десятого Роуз остаточно покохала його, і протягом всього сезону це взаємно.
В кінці четвертого сезону Доктор залишає Роуз свого людського двійника, щоб він зміг постаріти та померти разом з нею.
У спеціальному випуску, присвяченому ювілею серіалу, «День Доктора» супер-зброя володарів часу «Момент» розвинула свідомість, яка набула форми Злого Вовка, створеного зусиллями Роуз Тайлер і ТАРДІС у першому сезоні перезапуску.